# Angels and Demons (collection)
Ne doit pas être confondu avec Angels and Demons.

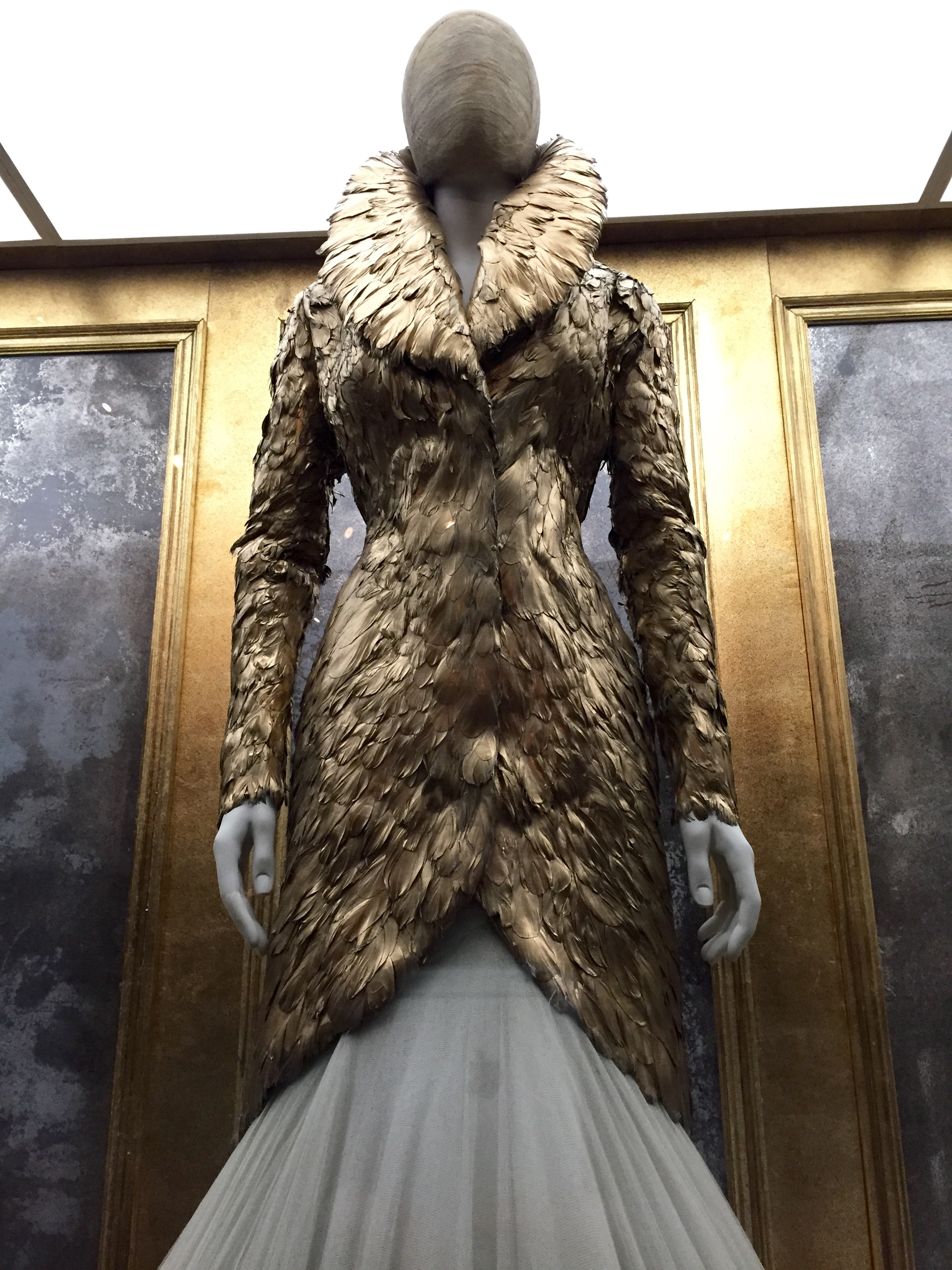
Dernière tenue d'Angels and Demons présentée à l'exposition ' (2015).

Angels and Demons, en français : Anges et Démons, est la trente-sixième et dernière collection (automne/hiver 2010) réalisée par le créateur de mode britannique Alexander McQueen pour sa maison de couture. Sur le plan esthétique, la collection s'inspire des peintures religieuses de l'au-delà du Moyen Âge et de la Renaissance, ainsi que des vêtements impériaux et de l'art de l'Empire byzantin. Elle reprend les techniques traditionnelles de couture et de confection qu'Alexander McQueen avait apprises au début de sa carrière, tout en présentant les imprimés numériques sophistiqués qu'il avait expérimentés au cours des dernières saisons. Alexander McQueen s'est suicidé avant que la collection ne soit terminée ; sa proche collaboratrice Sarah Burton a achevé les seize tenues qui étaient en cours de réalisation au moment de sa mort. Le titre non officiel est tiré d'un message d'Alexander McQueen publié sur Twitter peu avant sa mort.
Au lieu d'un défilé en bonne et due forme, la marque Alexander McQueen présente les seize éléments achevés en privé lors d'une série de présentations à de petits groupes d'invités les 9 et 10 mars 2010, à l'hôtel de Clermont-Tonnerre à Paris,. La mise en scène est délibérément simple, sans chercher à imiter le sens du spectacle d'Alexander McQueen. Polina Kasina, mannequin de longue date d'Alexander McQueen, a porté le dernier ensemble de la collection, le plus connu, un manteau en plumes d'or sur une jupe en tulle blanc. Les présentations se sont achevées sur les mots chuchotés « There is no more » ; les mannequins ne sont pas revenus pour le traditionnel défilé final.
L'accueil critique des vêtements a été positif. Des critiques ont noté le sentiment étrange évoqué par le thème religieux lorsqu'il est juxtaposé au suicide d'Alexander McQueen. L'analyse rétrospective s'est concentrée sur le thème, avec une attention particulière portée à la question de savoir s'il était ou non révélateur de l'état mental d'Alexander McQueen. Les ensembles d'Angels and Demons sont conservés par divers musées et ont été présentés dans des expositions telles que la rétrospective Alexander McQueen: Savage Beauty (en).